# NGC 7404
NGC 7404 este o galaxie lenticulară situată în constelația Cocorul. A fost descoperită în 4 octombrie 1836 de către John Herschel. Se află la o distanță de 26,59 de megaparseci de Pământ.